# کارولین ابرس
کارولین ابرس (انگلیسی: Caroline Abras؛ زادهٔ ۱۱ اوت ۱۹۸۶) بازیگر برزیلی است. او در گابریل و کوهستان و مکانیسم ایفای نقش کرده‌است.